# Dominio (informatica)
In Informatica un dominio è in generale un insieme strutturato di risorse (asset) e servizi (agenti), i loro oggetti di informazione e una politica di gestione (regole e procedure) comune.
Secondo la definizione di Microsoft un dominio è "un insieme di computer che condividono un database di risorse di rete e che vengono amministrati come un'unità con regole e procedure comuni".
In termini pratici, un dominio è una rete di computer, tipicamente una LAN di un'organizzazione (ad esempio un'azienda o un ente pubblico o una scuola/università), ove la logica client-server è supportata, oltre che da connessioni fisiche e relativi protocolli (ad esempio il comune indirizzo IP), anche da regole (policy) di connessione logica di tipo autorizzativo (regole di sicurezza). In questo contesto, un client deve sottostare a procedure di autenticazione specifiche, definite da servizi che risiedono su un server. Queste procedure, che solitamente sottendono una gerarchia di profili (in termini di permessi e accessi alle risorse o ai sistemi), determinano l'appartenenza o meno al dominio, struttura di distribuzione e condivisione centralizzata.
Il concetto di dominio espresso in questa voce riguarda una logica particolare di amministrazione centralizzata di reti informatiche e, quindi, non ha nulla a che fare con il concetto di dominio che riguarda il sistema di risoluzione di nomi di host collegati ad una rete (a cominciare da Internet) in indirizzi IP e viceversa.

## Descrizione
Occorre precisare che, in informatica, la "risorsa" è un asset cioè un qualsiasi bene che ha valore, centralizzato o distribuito, condiviso o segregato: apparecchiatura, apparato, periferica, servizio, dispositivo, terminale, utente o gruppo, database, informazione, applicazione o un intero sistema informatico (quale un tenant cloud o una soluzione software complessa o una foresta), ecc.
Il concetto tipico del dominio è il ruolo ovvero il profilo associato ai componenti della struttura per accedere alle risorse, alle periferiche e ai servizi. I sistemi operativi, nelle impostazioni di rete, contengono la procedura per registrare il dispositivo ad un dominio: ovviamente, devono essere utilizzate le credenziali dell'utente (di dominio) precedentemente create dall'amministratore del dominio stesso (sistemista). La credenziale di dominio è cosa diversa dalla credenziale di accesso al sistema operativo del client ma "in locale" (in pratica l'accesso dell'account al solo dispositivo, sganciato dal dominio).
Nella tecnologia Microsoft la foresta è, in termini molto semplificati, un'architettura unitaria composta da diversi domini.
Grazie al dominio molte operazioni sistemistiche possono essere automatizzate e gestite centralmente: scansione, inventario e categorizzazione degli asset, distribuzione di aggiornamenti di sistemi operativi o di pacchetti di applicazioni, invio di comandi e script mirati, utilizzo di strumenti e programmi centralizzati e condivisi, imposizione di set di configurazione e impostazione (hardware e software) alle risorse (server, desktop, notebook, workstation, dispositivi mobili, periferiche e apparati, ecc.) "forzati" e resi immodificabili dagli utenti, impiego delle periferiche monitorato, determinazione degli accessi ai dati o alle risorse (permessi), organizzazione delle credenziali in gruppi di utenti, gestione profili di sicurezza (esempio dell'antimalware), impostazione delle modalità degli accessi remoti, monitoraggio di qualsiasi operazione o prestazione o funzione dei sistemi informatici, assegnazione o negazione di diritti, controllo granulare di ciascun componente anche HD (sino alla singola periferica di un determinato dispositivo mappato), implementazione strutture articolate, ad esempio, le "foreste", salvataggio, replica e migrazione "con un click" del dominio, e tante altre. Tali funzionalità (riassumibili nel deployment sistemistico e applicativo di un'infrastruttura, in particolare nel provisioning centralizzato di regole e configurazioni), con una semplice struttura e accesso di rete, sarebbero impossibili o estremamente complicate o comunque senza le più banali regole di sicurezza. Un utente/risorsa che ha avuto la possibilità di eseguire un accesso al dominio (o, meglio, alla rete, in questo caso) ma senza essere membro di dominio si chiama "utente non autenticato" o "risorsa non mappata".
Per svolgere questi servizi occorre che taluni strumenti dei sistemi operativi server (integrati e/o separati), installati centralmente per implementare fisicamente la rete, siano configurati affinché supportino un dominio. Ad esempio, Active Directory di Microsoft (incluso in Windows Server) è uno degli strumenti più diffusi al mondo per creare e gestire domini. Anche i client, per potersi registrare sul dominio, devono avere un sistema operativo con la funzione specifica.
In ambito Microsoft c'è molta differenza tra dominio e gruppo di lavoro. in quanto quest'ultima entità è un insieme di computer connessi in rete per condividere risorse e periferiche, ma che non sono supportati da un server che esplica i servizi amministrativi e di sicurezza tipici di un dominio. Solo le versioni business o professional di Windows possono agganciarsi ad un dominio. Per quando un client ha un sistema operativo diverso da Windows (Android, Ubuntu, Mac o iOS, ecc) esistono specifiche applicazioni software per poter essere registrati su un dominio Microsoft (es. Samba) oppure usando il protocollo LDAP.
Molte soluzioni software specializzate in una delle macro attività sopra descritte presuppongono, per il loro funzionamento efficace e soprattutto efficiente, l'esistenza di un dominio (specie quando è composto da diverse architetture di dispositivi/sistemi operativi).

### Altri ambiti
Dal significato ristretto e originario (tecnologia Microsoft) il concetto si è nel tempo diffuso in altri ambiti, sempre connessi ad una rete di computer (di un'organizzazione) dotata di determinate caratteristiche. Quindi si tratta di un dominio, anche se non formalmente supportato da sistemi Microsoft, quando riveste un significato analogo.
Google, ad esempio, parla di dominio in ambito Google Workspace con riferimento alle regole di sicurezza da applicare ai dispositivi che usano l'account aziendale.

## Registrazione su dominio
I sistemi operativi, tradotti in italiano, utilizzano l'espressione "registrarsi sul dominio" o "registrare il computer a un dominio" (in inglese è Join a computer to a Domain), altre volte si usa "agganciare" o altri verbi simili invece di "registrare", per indicare la funzione di associazione controllata (nome computer, nome utente, nome dominio, password computer e/o utente) al dominio. Similmente, Unjoin a Computer from a Domain è l'operazione di sganciamento (de-registrazione) della macchina al dominio. 
Come detto sopra i sistemi operativi spesso richiedono una specifica versione per disporre di tale funzione (per un dispositivo client). Una volta eseguita la registrazione della macchina client al dominio, allora il login dell'utente al dispositivo (dopo l'avvio del sistema operativo) vale anche come login al dominio (sono due procedure distinte dal punto di vista logico), così che le due fasi sono eseguite tramite un'unica operazione (l'automatismo è comunque facoltativo).
In gergo le risorse (dispositivi, applicazioni, servizi) controllati da un dominio aziendale o d'istituto sono dette "gestite" o "amministrate" dal reparto IT proprio per intendere che sono sottoposti a regole e impostazioni centralizzate. Ecco perché in molti casi si legge nelle guide "rivolgersi al reparto IT" per intendere i casi in cui la risorsa segue una configurazione non modificabile dall'utente.